# Nemalionopsis
Nemalionopsis, rod crvenih algi iz porodice Thoreaceae, dio reda Thoreales. Taksonomski je priznat kao zaseban rod. Pripadaju mu tri vrste od kojih je tipična N. shawii, slatkovodna alga pronađena na Filipinima, Japanu, Indoneziji i Havajima.
Ostale dvije vrste također su slatkovodne

## Vrste
1. Nemalionopsis parkeri E.T.Johnston & M.L.Vis
2. Nemalionopsis shawii Skuja - type
3. Nemalionopsis tortuosa Yoneda & Yagi